# Hazlet Township (New Jersey)
Hazlet ist eine Township im Bundesstaat New Jersey der Vereinigten Staaten von Amerika. Sie liegt gut 50 Kilometer südwestlich von New York City im nördlichen Teil des zur New York Metropolitan Area gehörenden Monmouth County. Das U.S. Census Bureau ermittelte bei der Volkszählung 2020 eine Einwohnerzahl von 20.125.

## Lage
Hazlet liegt südlich der Raritan Bay, einer Bucht des Atlantischen Ozeans, an deren nördlichem Ufer sich der New Yorker Stadtbezirk Staten Island befindet. Das Gemeindegebiet reicht jedoch nicht direkt bis ans Meer. Durch Hazlet führt der Garden State Parkway. Darüber hinaus hat der Ort einen Bahnhof an der North Jersey Coast Line, von wo aus regelmäßige Zugverbindungen unter anderem nach New York bestehen.

## Geschichte
Die Township wurde am 25. Februar 1848 als Raritan Township gegründet. Vorher gehörte das Gebiet zur östlich benachbarten Middletown Township. Zum 28. November 1967 wurde sie als Folge eines Referendums  zu Ehren des Unternehmers John Hazlett in Hazlet umbenannt. 
Noch 1940 hatte die Gemeinde weniger als 2000 Einwohner, 1950 waren es knapp 3000, 1960 schon über 15000 und seit den 1970er Jahren hat Hazlet eine Bevölkerungszahl von über 20.000.